# Gallotia
Genre
Gallotia est un genre de sauriens de la famille des Lacertidae.

## Répartition
Les espèces de ce genre sont endémiques des îles Canaries.

## Description
Ce genre se compose d'espèces qui ont évolué séparément aux îles Canaries depuis environ 20 millions d'années. Les espèces et sous-espèces endémiques de ce genre ont un certain nombre de caractéristiques uniques dans la famille des Lacertidae. Leurs plus proches cousins dans cette famille sont les espèces du genre Psammodromus, qu'on rencontre dans la région méditerranéenne occidentale.
Plusieurs espèces consomment par exemple des végétaux, et certaines ont évolué vers le gigantisme insulaire.

## Liste des espèces
Selon The Reptile Database (21 janvier 2013) :
- Gallotia atlantica (Peters & Doria, 1882)
- Gallotia auaritae Mateo, Garcia-Marquez, López-Jurado & Barahona, 2001
- Gallotia bravoana Hutterer, 1985
- Gallotia caesaris (Lehrs, 1914)
- Gallotia galloti (Oudart, 1839)
- Gallotia intermedia Hernández, Nogales & Martín, 2000
- Gallotia simonyi (Steindachner, 1889)
- Gallotia stehlini (Schenkel, 1901)

et les espèces fossiles :
- Gallotia goliath (Mertens 1942)

## Taxinomie
Ce genre est parfois placé dans la sous-famille des Gallotiinae.

## Étymologie
Le nom de ce genre, Gallotia, est dédié à Auguste Gallot, un voyageur-naturaliste français qui collecta des spécimens aux Canaries en 1827.

## Publication originale
- Boulenger, 1916 : On the lizards allied to Lacerta muralis with an account of Lacerta agilis and L. parva. Transactions of the Zoological Society of London, vol. 21, p. 1-104